# Sigelo
Sigelo († 19. Juni 1194 in Genua) war Protonotar und Kanzler Heinrichs VI.
Sigelo entstammte einem Würzburger Ministerialengeschlecht. Er war Mitglied des Würzburger Domkapitels und Propst eines nicht namentlich bekannten Stiftes, entweder in Würzburg oder von St. Gangolf in Bamberg. Seit 1189 ist er im Umfeld König Heinrichs VI. belegt. Er begleitete den König auf dessen Italienzug 1191. Als Nachfolger des zum Bischof von Worms ernannten Magisters Heinrich aus Utrecht wurde er 1192 kaiserlicher Protonotar. Im Sommer der Jahre 1192 und 1193 war er mit wirtschaftlichen Aufgaben in Italien betraut. Die Kaiserurkunden, die in diesem Zeitraum ausgestellt wurden, enthalten keine Datatio. Im folgenden Jahr wurde er zum Kanzler ernannt und begleitete Heinrich auf dessen neuerlichem Kriegszug ins Königreich Sizilien. Am 19. Juni 1194 verstarb er, wahrscheinlich in Genua.